# 수지 가렛
수지 개릿(Susie Garrett, 1929년 12월 29일 ~ 2002년 5월 24일)은 미국의 배우이다.
디트로이트에서 태어났으며 사우스필드에서 사망하였다. 사인은 암이다.

## 출연 작품

### 영화
- 사악한 입맞춤 (1989, Wicked Stepmother)

### 텔레비전
- 내 이름은 펑키 (1984-88)